# Eskişehir (Provinz)
Eskişehir ist eine Provinz der Türkei. Ihre Hauptstadt ist die Stadt Eskişehir.
Die Provinz hat auf einer Fläche von 13.960 km² 888.828 Einwohner (Stand 2020). Sie grenzt im Nordosten und Osten an die Provinzen Ankara, im Süden an Afyonkarahisar, im Südosten an Konya, im Südwesten/Westen an Kütahya, im Nordwesten an Bilecik und im Norden an Bolu. Bekannt ist die Provinz auf Grund von großen (stillen) Vorkommen von Thorium, das zur Gewinnung von Kernkraft genutzt werden kann.
Die Provinz ist eine von 13, die zur Region Zentralanatolien (türk. İç Anadolu Bölgesi) gehört. Flächenmäßig belegt sie etwa 7,5 % oder Rang 5 (keine genauen Angaben, da verschiedene Quellen zur Flächenangabe). Hinsichtlich der Bevölkerung belegt Eskişehir gleichfalls Rang 5 im Ranking, dies entspricht 5,54 % der Bevölkerung der Region.

## Verwaltungsgliederung
Die Provinz ist seit 2008 in 14 İlçe gegliedert, die vom Siedlungsbild in ländlichen Bereichen einem Landkreis, in städtischen Ballungsräumen einem Stadtbezirk ähneln. 1993 wurde die alte Gemeinde Eskişehir aufgelöst und an ihrer Stelle eine Großstadtgemeinde (Eskişehir Büyükşehir Belediyesi) errichtet. Zu diesem Zweck wurde das alte Stadtgebiet auf mehrere Gemeinden (Belediye) aufgeteilt und mit diesen und angrenzenden Gemeinden die Großstadtgemeinde gebildet. Sukzessive wurde durch Gründung und Auflösung von Gemeinden und Überführungen von Dorf- (Köy) in Mahalle-Organisationen eine Einräumigkeit von Kommunalverwaltung (durch die Belediye) und staatlicher Verwaltung (durch das İlçe) hergestellt, so dass sich im Ergebnis das Gebiet der Einzelgemeinden mit dem jeweils gleichnamigen staatlichen Verwaltungsbezirk deckt. Nach einer Verwaltungsreform 2013/2014 umfasst das Gebiet der Großstadtgemeinde die gesamte Provinz. Die kommunalen Selbstverwaltungsorgane auf Provinzebene (İl Meclisi) wurden aufgelöst und ihre Zuständigkeiten auf die Verwaltung der Großstadtgemeinde übertragen. Die Provinz wurde damit zu einem rein staatlichen Verwaltungsbezirk.
| Code 1            | İlçe              | Fläche in km² 2 | Bevölkerung am 31.12.2020 3 | Bevölkerung am 31.12.2020 3 | Bevölkerung am 31.12.2020 3 | Anzahl der Mahalle | Sex Ratio Frauen auf 1000 Männer 4 | Bevölke rungs dichte (Einw. je km²) | Grün- dungs datum 5,6 |
| Code 1            | İlçe              | Fläche in km² 2 | Gesamt                      | männlich                    | weiblich                    | Anzahl der Mahalle | Sex Ratio Frauen auf 1000 Männer 4 | Bevölke rungs dichte (Einw. je km²) | Grün- dungs datum 5,6 |
| ----------------- | ----------------- | --------------- | --------------------------- | --------------------------- | --------------------------- | ------------------ | ---------------------------------- | ----------------------------------- | --------------------- |
| 1759              | Alpu              | 1.028           | 10.614                      | 5.508                       | 5.106                       | 33                 | 10,3                               | 1987                                |                       |
| 1777              | Beylikova         | 715             | 6.222                       | 3.206                       | 3.016                       | 25                 | 8,7                                | 941                                 | 1987                  |
| 1255              | Çifteler          | 858             | 14.925                      | 7.529                       | 7.396                       | 28                 | 17,4                               | 982                                 | 1954                  |
| 1934              | Günyüzü           | 828             | 5.455                       | 2.692                       | 2.763                       | 22                 | 6,6                                | 1026                                | 1990                  |
| 1939              | Han               | 378             | 2.100                       | 1.110                       | 990                         | 15                 | 5,6                                | 892                                 | 1990                  |
| 1808              | İnönü             | 345             | 6.355                       | 3.268                       | 3.087                       | 16                 | 18,4                               | 945                                 | 1987                  |
| 1508              | Mahmudiye         | 659             | 7.740                       | 3.975                       | 3.765                       | 19                 | 11,7                               | 947                                 | 1954                  |
| 1973              | Mihalgazi         | 109             | 3.099                       | 1.568                       | 1.531                       | 9                  | 28,4                               | 976                                 | 1990                  |
| 1527              | Mihalıççık        | 1.809           | 8.011                       | 4.102                       | 3.909                       | 53                 | 4,4                                | 953                                 |                       |
| 2046              | Odunpazarı        | 1.120           | 415.230                     | 204.703                     | 210.527                     | 85                 | 370,7                              | 1028                                | 2008                  |
| 1599              | Sarıcakaya        | 382             | 4.790                       | 2.367                       | 2.423                       | 14                 | 12,5                               | 1024                                | 1958                  |
| 1618              | Seyitgazi         | 1.578           | 12.844                      | 6.627                       | 6.217                       | 51                 | 8,1                                | 938                                 |                       |
| 1632              | Sivrihisar        | 2.748           | 20.140                      | 10.214                      | 9.926                       | 78                 | 7,3                                | 972                                 |                       |
| 2047              | Tepebaşı          | 1.403           | 371.303                     | 186.358                     | 184.945                     | 91                 | 264,6                              | 992                                 | 2008                  |
| PROVINZ Eskişehir | PROVINZ Eskişehir | 13.960          | 888.828                     | 443.227                     | 445.601                     | 539                | 63,7                               | 1005                                |                       |

### Liste der bevölkerungsreichsten Mahalles
Von den 539 Mahalles der Provinz/Büyükşehir haben 29 mehr als 10.000 Einwohner, hingegen aber auch 162 nur 100 oder weniger Einwohner. Im Durchschnitt wohnen 1.649 Menschen in jedem Mahalle. Nachfolgende Tabelle zeigt die bevölkerungsreichsten (Stand: 31. Dezember 2020).

| Stadtbezirk | Mahalle                | Einw.  |
| ----------- | ---------------------- | ------ |
| Odunpazarı  | Emek Mah.              | 55.393 |
| Tepebaşı    | Çamlıca Mah.           | 43.640 |
| Tepebaşı    | Şirintepe Mah.         | 38.462 |
| Tepebaşı    | Batıkent Mah.          | 30.281 |
| Odunpazarı  | Büyükdere Mah.         | 27.889 |
| Odunpazarı  | Gökmeydan Mah.         | 26.769 |
| Odunpazarı  | 71 Evler Mah.          | 26.215 |
| Odunpazarı  | Vişnelik Mah.          | 19.886 |
| Odunpazarı  | Kurtuluş Mah.          | 19.162 |
| Odunpazarı  | Kırmızıtoprak Mah.0000 | 18.308 |
| Odunpazarı  | Akarbaşı Mah.          | 18.025 |
| Tepebaşı    | Ertuğrulgazi Mah.      | 16.898 |
| Odunpazarı  | Gültepe Mah.           | 16.889 |
| Tepebaşı    | Uluönder Mah.          | 16.438 |
| Tepebaşı    | Yenibağlar Mah.        | 14.992 |

| Stadtbezirk | Mahalle                  | Einw.  |
| ----------- | ------------------------ | ------ |
| Tepebaşı    | Zafer Mah.               | 13.301 |
| Tepebaşı    | Sütlüce Mah.             | 13.285 |
| Odunpazarı  | Yıldıztepe Mah.          | 13.274 |
| Odunpazarı  | Erenköy Mah.             | 12.492 |
| Tepebaşı    | Fatih Mah.               | 12.448 |
| Odunpazarı  | Çankaya Mah.             | 11.764 |
| Tepebaşı    | Bahçelievler Mah.        | 11.488 |
| Odunpazarı  | Vadişehir Mah.           | 11.382 |
| Tepebaşı    | Yeşiltepe Mah.           | 11.372 |
| Odunpazarı  | Yenikent Mah.            | 11.328 |
| Odunpazarı  | 75.Yıl (Sultandere) Mah. | 10.939 |
| Odunpazarı  | Gündoğdu Mah.            | 10.935 |
| Odunpazarı  | Osmangazi Mah.           | 10.491 |
| Tepebaşı    | Kumlubel Mah.            | 10.220 |

## Bevölkerung

### Ergebnisse der Bevölkerungsfortschreibung
Nachfolgende Tabelle zeigt die jährliche Bevölkerungsentwicklung nach der Fortschreibung durch das 2007 eingeführte adressierbare Einwohnerregister (ADNKS). Zusätzlich sind die Bevölkerungswachstumsrate und das Geschlechterverhältnis (Sex Ratio d. h. die rechnerisch ermittelte Anzahl der Frauen pro 1000 Männer) aufgeführt. Der Zensus von 2011 ermittelte 778.421 Einwohner, das sind über 70.000 Einwohner mehr als zum Zensus 2000.
| Jahr | Bevölkerung am Jahresende | Bevölkerung am Jahresende | Bevölkerung am Jahresende | Wachstums- rate der Be- völkerung (in %) | Geschlechter verhältnis (Frauen auf 1000 Männer) | Rang (unter den 81 Provinzen) |
| Jahr | gesamt                    | männlich                  | weiblich                  | Wachstums- rate der Be- völkerung (in %) | Geschlechter verhältnis (Frauen auf 1000 Männer) | Rang (unter den 81 Provinzen) |
| ---- | ------------------------- | ------------------------- | ------------------------- | ---------------------------------------- | ------------------------------------------------ | ----------------------------- |
| 2020 | 888.828                   | 443.227                   | 445.601                   | 0,15                                     | 1005                                             | 25                            |
| 2019 | 887.475                   | 443.635                   | 443.840                   | 1,87                                     | 1000                                             | 25                            |
| 2018 | 871.187                   | 434.112                   | 437.075                   | 1,23                                     | 1007                                             | 25                            |
| 2017 | 860.620                   | 429.078                   | 431.542                   | 1,87                                     | 1006                                             | 25                            |
| 2016 | 844.842                   | 421.580                   | 423.262                   | 2,19                                     | 1004                                             | 25                            |
| 2015 | 826.716                   | 412.205                   | 414.511                   | 1,77                                     | 1006                                             | 25                            |
| 2014 | 812.320                   | 405.253                   | 407.067                   | 1,58                                     | 1004                                             | 25                            |
| 2013 | 799.724                   | 399.189                   | 400.535                   | 1,26                                     | 1003                                             | 25                            |
| 2012 | 789.750                   | 393.760                   | 395.990                   | 1,09                                     | 1006                                             | 25                            |
| 2011 | 781.247                   | 388.880                   | 392.367                   | 2,18                                     | 1009                                             | 25                            |
| 2010 | 764.584                   | 378.275                   | 386.309                   | 1,21                                     | 1021                                             | 26                            |
| 2009 | 755.427                   | 374.990                   | 380.437                   | 1,85                                     | 1015                                             | 27                            |
| 2008 | 741.739                   | 368.486                   | 373.253                   | 2,33                                     | 1013                                             | 28                            |
| 2007 | 724.849                   | 359.393                   | 365.456                   | 2,67                                     | 1017                                             | 28                            |
| 2000 | 706.009                   | 352.264                   | 353.745                   | -                                        | 1004                                             | 31                            |
| 2011 | 778.421                   |                           |                           |                                          |                                                  |                               |

### Volkszählungsergebnisse
Nachfolgende Tabellen geben den bei den 15 Volkszählungen dokumentierten Einwohnerstand der Provinz Eskişehir wieder. Die Werte der linken Tabelle entstammen E-Books (der Originaldokumente) entnommen, die Werte der rechten Tabelle basieren aus der Datenabfrage des Türkischen Statistikinstituts TÜIK
| Jahr | Bevölkerung am Zensustag | Bevölkerung am Zensustag | Anteil in %       | Rang |
| Jahr | Türkei                   | Provinz Eskişehir        | Provinz Eskişehir | Rang |
| ---- | ------------------------ | ------------------------ | ----------------- | ---- |
| 1927 | 13.648.270               | 154.195                  | 1,13              | 42   |
| 1935 | 16.158.018               | 183.205                  | 1,13              | 44   |
| 1940 | 17.820.950               | 206.794                  | 1,16              | 42   |
| 1945 | 18.790.174               | 244.251                  | 1,30              | 38   |
| 1950 | 20.947.188               | 276.164                  | 1,32              | 38   |
| 1955 | 24.064.763               | 323.511                  | 1,34              | 34   |
| 1960 | 27.754.820               | 368.827                  | 1,33              | 23   |

| Jahr | Bevölkerung am Zensustag | Bevölkerung am Zensustag | Anteil in %       | Rang |
| Jahr | Türkei                   | Provinz Eskişehir        | Provinz Eskişehir | Rang |
| ---- | ------------------------ | ------------------------ | ----------------- | ---- |
| 1965 | 31.391.421               | 415.101                  | 1,32              | 33   |
| 1970 | 35.605.176               | 459.367                  | 1,29              | 31   |
| 1975 | 40.347.719               | 495.097                  | 1,23              | 33   |
| 1980 | 44.736.957               | 543.802                  | 1,22              | 33   |
| 1985 | 50.664.458               | 597.397                  | 1,18              | 33   |
| 1990 | 56.473.035               | 641.057                  | 1,14              | 31   |
| 2000 | 67.803.927               | 706.009                  | 1,04              | 31   |
| 2011 | 74.525.696               | 781.626                  | 1,05              | 26   |

Anzahl der Provinzen bezogen auf die Censusjahre:
- 1927, 1940 bis 1950: 63 Provinzen
- 1935: 57 Provinzen
- 1955: 67 Provinzen
- 1960 bis 1985: 73 Provinzen
- 1990: 73 Provinzen
- 2000: 81 Provinzen

### Detaillierte Volkszählungsergebnisse
| Jahr | Gesamtbevölkerung | Gesamtbevölkerung          | Gesamtbevölkerung          | Stadtbevölkerung           | Stadtbevölkerung           | Stadtbevölkerung           | Landbevölkerung            | Landbevölkerung            | Landbevölkerung            |                            |
| Jahr | Gesamt            | männlich                   | weiblich                   | Gesamt                     | männlich                   | weiblich                   | Gesamt                     | männlich                   | weiblich                   |                            |
| ---- | ----------------- | -------------------------- | -------------------------- | -------------------------- | -------------------------- | -------------------------- | -------------------------- | -------------------------- | -------------------------- | -------------------------- |
| 1927 | 154.195           | 74.583                     | 79.612                     | 41.327                     | 20.944                     | 20.383                     | 112.868                    | 53.639                     | 59.229                     |                            |
| 1935 | 183.205           | 90.741                     | 92.464                     | 56.730                     | 28.854                     | 27.876                     | 126.475                    | 61.887                     | 64.588                     |                            |
| 1940 | 206.794           | 103.378                    | 103.416                    | 70.894                     | 37.448                     | 33.446                     | 135.900                    | 65.930                     | 69.970                     |                            |
| 1945 | 244.251           | 126.367                    | 117.884                    | 90.593                     | 49.494                     | 41.099                     | 153.658                    | 76.873                     | 76.785                     |                            |
| 1950 | 276.164           | 141.759                    | 134.405                    | 100.724                    | 54.314                     | 46.410                     | 175.440                    | 87.445                     | 87.995                     |                            |
| 1955 | 323.511           | 165.566                    | 157.945                    | 138.314                    | 73.602                     | 64.712                     | 185.197                    | 91.964                     | 93.233                     |                            |
| 1960 | 368.827           | 189.790                    | 179.037                    | 176.360                    | 93.227                     | 83.133                     | 192.467                    | 96.563                     | 95.904                     |                            |
| 1965 | 415.101           | 210.949                    | 204.152                    | 200.332                    | 104.433                    | 95.899                     | 214.769                    | 106.516                    | 108.253                    |                            |
| 1970 | 459.367           | 231.671                    | 227.696                    | 245.905                    | 127.441                    | 118.464                    | 213.462                    | 104.230                    | 109.232                    |                            |
| 1975 | 495.097           | 254.173                    | 240.924                    | 292.110                    | 153.784                    | 138.326                    | 202.987                    | 100.389                    | 102.598                    |                            |
| 1980 | 543.802           | 275.608                    | 268.194                    | 343.923                    | 176.753                    | 167.170                    | 199.879                    | 98.855                     | 101.024                    |                            |
| 1985 | 597.397           | 301.562                    | 295.835                    | 404.236                    | 205.603                    | 198.633                    | 193.161                    | 95.959                     | 97.202                     |                            |
| 1990 | 641.057           | 321.928                    | 319.129                    | 477.436                    | 240.681                    | 236.755                    | 163.621                    | 81.247                     | 82.374                     |                            |
| 2000 | 706.009           | 352.264                    | 353.745                    | 557.028                    | 277.358                    | 279.670                    | 148.981                    | 74.906                     | 74.075                     |                            |
| 2011 | 778.421           | detaillierte Angabe fehlen | detaillierte Angabe fehlen | detaillierte Angabe fehlen | detaillierte Angabe fehlen | detaillierte Angabe fehlen | detaillierte Angabe fehlen | detaillierte Angabe fehlen | detaillierte Angabe fehlen | detaillierte Angabe fehlen |

## Persönlichkeiten
- Cüneyt Arkın (1937–2022), Schauspieler